# 御正村
御正村（みしょうむら）は埼玉県の北部、大里郡に属していた村。

## 地理
- 河川：荒川

## 歴史
- 1889年（明治22年）4月1日 - 町村制施行により、御正新田村、成沢村、押切村、樋春村、三ッ本村が合併し大里郡御正村が成立する。
- 1896年（明治29年）3月29日 - 大里郡が幡羅郡、榛沢郡、男衾郡と統合し大里郡となる。
- 1923年（大正12年）4月30日 - 村内で小作争議が激化。小学生が同盟休校（集団によるボイコット）に入る[1]。
- 1955年（昭和30年）1月1日 - 小原村と合併し江南村を新設する。